# Фулу

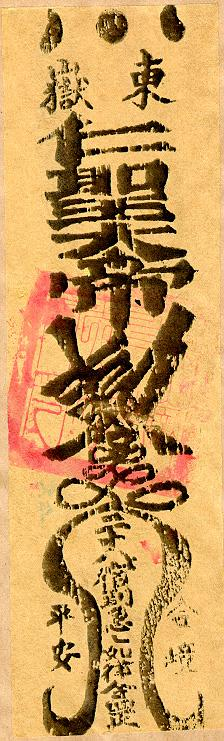
Даоський талісман фулу

Фулу (спрощ.: 符箓; кит. трад.: 符籙) — це термін для даоських заклинань і магічних символів, написаних або намальованих як талісман або лінгфу (спрощ.: 灵符; кит. трад.: 靈符) практикуючими даосами.
Використовується у народних релігіях Східної Азії, [джерело?] де фігурує як медичний або екзорцистський засіб.

## Етимологія
Фу (кит.: 符), або шенфу (кит.: 神符) — це інструкції для божеств і духів, символи для екзорцизму та рецепти лікарського зілля або чар для допомоги при хворобах.
Лу (кит.: 籙) — це реєстр членства священник, а також навичок, яким вони навчаються.
Інші назви фулу включають даоське магічне письмо, символи магічного сценарію, магічні фігури, магічні формули, таємні талісманічні писання та талісманічні символи.
Також називається фе. [джерело?]

## Розвиток практики
Найбільш ранні свідчення про використання фу як магічного інструменту стали відомі завдяки відкриттям в Шуйхуді і Мавандуй. Згідно з класичними текстами, фу доімперської і ранньої імперської епох мали адміністративну функцію: вони були документом-приписом, виконаного у двох екземплярах; один зберігався в архіві, а інший видавався чиновникові як свідоцтво отриманих повноважень. У військовій справі вони зазвичай мали форму вірчих бірок з бамбука або дерева, проте матеріал і функції подібних документів були ширшими (наприклад, сюй 繻, шовковий аналог фу). Прикладом виняткової форми фу в епоху Воюючих царств стали т. зв. хуфу, бронзові ярлики у формі тигра.
Фу також були важливим поняттям у ранній китайській епістемології, наприклад, як образ відповідності між наміром і словом.
Перша класична згадка про фу у магіко-релігійному значенні зустрічається в Хуайнань-цзи, глава «Беньцзин».
Згадки фу містяться в трактаті Іньфуцзин.

## Згадки в художній літературі
- Гунсунь Шен, учень даоського наставника Ло, в романі «Річкові затони».